# Joachim Schmillen
Joachim Christoph Schmillen (* 6. Dezember 1962 in Prüm) ist ein deutscher Diplomat. Er ist seit 2023 Botschafter der Bundesrepublik Deutschland in Panama.

## Laufbahn
Im Rahmen der Offiziersausbildung (1983–1988) bei der Bundeswehr studierte Schmillen von 1984 bis 1988 an der Universität der Bundeswehr München Pädagogik und Psychologie. Nach dem Abschluss des Studiums verweigerte er den Wehrdienst. Ab 1987 war er Mitarbeiter des parteilosen Abgeordneten Alfred Mechtersheimer und in der 12. Wahlperiode (1990–1994) der grünen MdB Vera Lengsfeld.
Im Anschluss war er als Büroleiter des Fraktionsvorsitzenden Joschka Fischer von Bündnis 90/Die Grünen tätig. Mit dessen Ernennung zum Bundesaußenminister 1998 übernahm Schmillen die Position des Büroleiters des Ministers. Im Jahr 2000 löste Schmillen Georg Clemens Dick als Leiter des Planungsstabes des Auswärtigen Amtes ab, der Botschafter in Chile wurde.

### Botschafter
2003 folgte er Dick auf dem Posten des Botschafters in Chile. 2006 wurde er dort von Peter Scholz abgelöst und im Juli 2006 als Botschafter nach Nigeria berufen, wo er Dietmar Kreusel ablöste. Von 2011 bis 2014 war er Botschafter in Peru. Von 2014 bis 2018 war Schmillen Botschafter in Jamaika mit Nebenakkreditierung für die Bahamas.
Nach Ende der Botschaftertätigkeit in Jamaika ließ sich Schmillen beurlauben und wurde von 2018 bis 2023 Vizepräsident Global Affairs an der Caribbean Maritime University in Port Royal, Jamaika.
Seit 2023 ist er Botschafter in Panama.

## Veröffentlichungen
- Achim Schmillen: Das Fenster zum Angriff, die Entwicklung der Golfkrise: Kurzanalyse und Dokumentation. Wuppertal 1991.
- Achim Schmillen: Rüstungsplanung 1995: Mit „Krisenreaktionskräften“ gegen den neuen „Feind“ (Memento vom 12. August 2007 im Internet Archive). In: W&F: Wissenschaft und Frieden, 3/94, Münster 1994.